# カヤ・フロベルナ
カヤ・フロベルナ（Kaja Grobelna、1995年1月4日 - ）は、ベルギーの女子バレーボール選手。ベルギー代表。

## 来歴

### クラブチーム
ポーランド・ラドム出身。2012年Asterix Kieldrechtに入団。国内リーグでは2回リーグ優勝を果たし、2013/14シーズンにはMVP、ベストスコアラー賞、ベストオポジット賞を受賞する活躍をみせた。2015/16シーズンはドイツのアリアンツ MTV シュトゥットガルトへ移籍し、ブンデスリーガとドイツカップで準優勝した。2016年10月、ポーランドのブドフラニ・ウッチへ移籍し、2016/17シーズンのタウロンリーガで準優勝し、リーグのMVPに選ばれた。2017/18シーズンのタウロンリーガは3位となった。2018年7月に退団が発表された。2018/19シーズンはイタリアセリエA1のFVブスト・アルシーツィオでプレーし、セリエA1リーグで5位、CEVカップでは優勝した。2019年7月、キエーリ'76・バレーボールへの移籍が発表され、5年間、チームの主軸として活躍し、2022/23、2023/24シーズンのセリエA1リーグでは5位となった。2024年のCEVカップでは優勝し、MVPに選ばれた。2024年8月、SVリーグのクインシーズ刈谷入団が発表された。2025年4月、2024-25シーズン限りでの退団が発表された。

### 代表チーム
2013年にベルギー代表に初選出され、同年のヨーロッパリーグで銀メダルを獲得した。2015年、ワールドグランプリ、欧州選手権に出場した。2018年、ネーションズリーグに出場した。2019年、ネーションズリーグ、東京五輪大陸間予選、欧州選手権に出場した。

## 球歴
- 欧州選手権 - 2015年、2017年、2019年
- ワールドグランプリ - 2016年、2017年
- ネーションズリーグ - 2018年、2019年

## 所属クラブ
- Asterix Kieldrecht（2012-2015年）
- アリアンツ MTV シュトゥットガルト（2015-2016年）
- ブドフラニ・ウッチ（2016-2018年）
- FVブスト・アルシーツィオ（2018-2019年）
- キエーリ'76（2019-2024年）
- クインシーズ刈谷（2024-2025年）